# Андре Гомес
Андре Филипе Таварес Гомес (порт. André Filipe Tavares Gomes; 30. јул 1993) професионални је португалски фудбалер који игра на позицији везног играча и тренутно наступа за Евертон и репрезентацију Португалије.

## Успеси

### Клупски
Бенфика
- Прва лига Португалије: 2013/14.
- Куп Португалије: 2013/14.
- Лига куп Португалије: 2013/14.

Барселона
- Ла Лига: 2017/18.
- Куп Краља: 2016/17, 2017/18.
- Суперкуп Шпаније: 2016.

### Репрезентативни
- Европско првенство: 2016.
- Куп конфедерација: бронза 2017.